# Даєні Діас
Даєні Діас (порт. Daiene Dias, 16 травня 1989) — бразильська плавчиня.
Призерка Чемпіонату світу з плавання на короткій воді 2018 року.
Призерка Панамериканських ігор 2007 року.